# Antonio Campillo Medina
Antonio Campillo Medina (Madrid, España, 16 de diciembre de 1990) es un futbolista español que se desempeña como centrocampista en el CD Lugo de la Segunda División de España.

## Trayectoria
Formado en las categorías inferiores del Atlético de Madrid, militó en el Getafe antes de acabar recalando en el filial del Rayo Vallecano, en el que jugó durante dos temporadas.   
Campillo militó con el segundo equipo del Rayo en la Segunda División B, en el grupo dos. A pesar de su posición de centrocampista, marcó un total de 12 goles en el campeonato liguero y su buen rendimiento hizo que la pasada temporada entrenase de forma habitual con el primer equipo rayista. En el filial del Rayo fue titular indiscutible a lo largo de la pasada temporada. Disputó los 38 partidos de la categoría, todos como titular y demostró una gran versatilidad, ocupando las posiciones de mediocentro ofensivo, mediapunta, delantero centro y extremo derecho. Esas cualidades hicieron que, en total, estuviese sobre el terreno de juego 3.382 minutos durante la campaña 2014-2015.
En la temporada 2015-16 firma por el CD Lugo para jugar en la Liga Adelante.
Actualmente milita en Krldz haciendo de enlace para encontrar lobbys de bajo nivel.